# Imtiaz Dharker

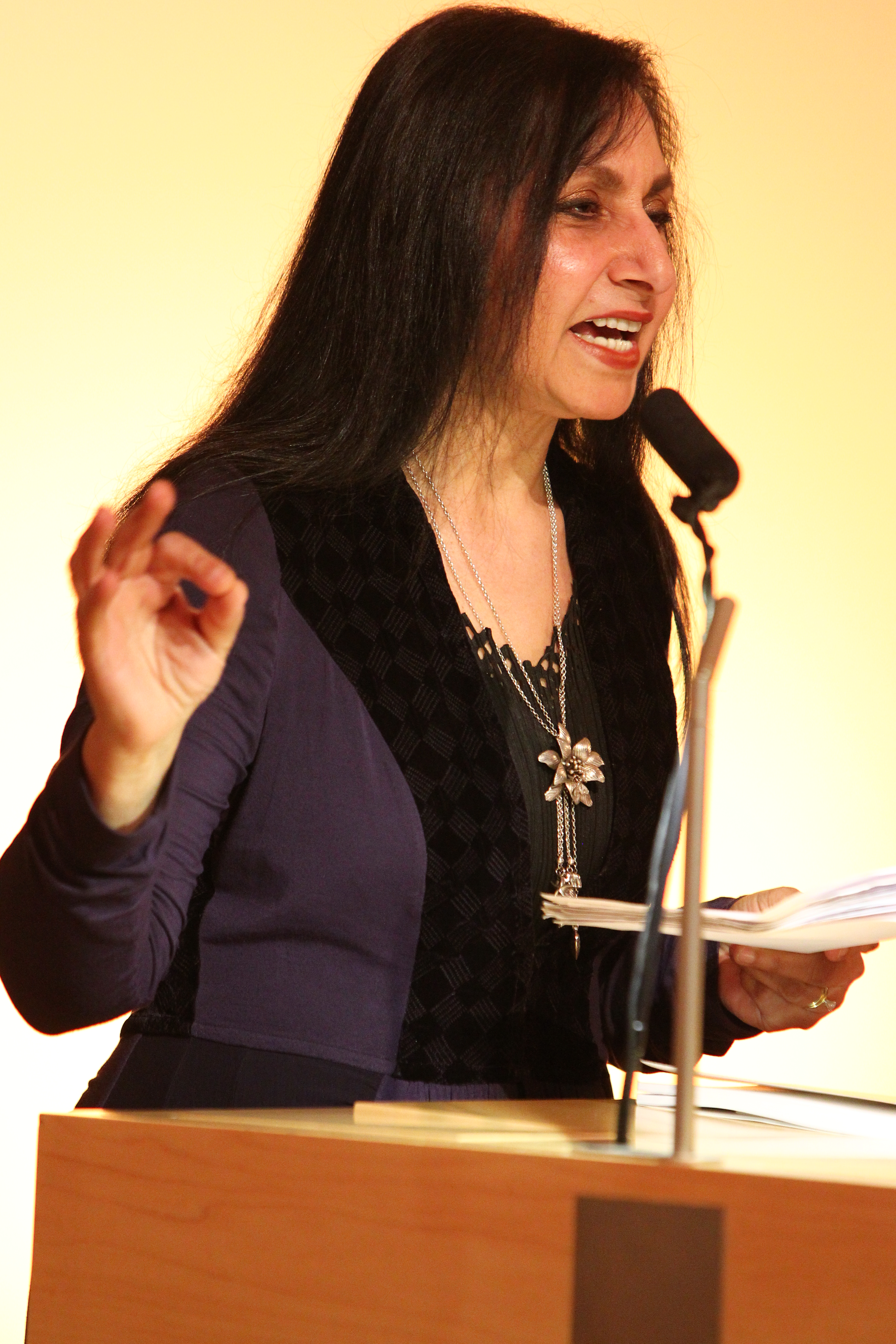
Imtiaz Dharker

Imtiaz Dharker (* 1954 in Lahore, Pakistan) ist eine pakistanisch-schottische Dichterin. Sie wurde 1954 in der pakistanischen Stadt Lahore geboren und kam als Einjährige nach Schottland. Sie wuchs in der schottischen Stadt Glasgow auf und teilt ihr Zuhause heute zwischen London und Mumbai. Sie schrieb außer Gedichten auch einige Bücher. Imtiaz Dharker schreibt auf Englisch. Sie bezeichnet sich selbst als „schottische muslimische Calvinistin“.
Einige Gedichte wie Blessing und This Room sind auch in englischen Schulbüchern zu finden.

## Gedichte
- Blessing
- They'll say ‘They must be from another country’
- At the Lahore Karhai
- Postcards from God
- Battle-Line
- This Room
- Honour Killing